# Helmut Kulitz
Helmut Rudolf Kulitz (* 5. Mai 1960 in Wolfsburg) ist ein deutscher Diplomat und Botschafter. Er ist seit August 2023 deutscher Botschafter in der Mongolei.

## Leben
Nach Stationen an den deutschen Botschaften in Kairo (1994–1997) und Sofia (1997–2000) gehörte Kulitz von 2000 bis 2003 dem Arbeitsstab Menschenrechte im Auswärtigen Amt an. Von 2003 bis 2007 war er zunächst als Erster Sekretär, später als Botschaftsrat an der Ständigen Vertretung bei der OSZE eingesetzt. Im Februar 2007 gehörte er als Botschaftsrat zu den Teilnehmern der sechsten Wintertagung der Parlamentarischen Versammlung der OSZE. Von 2007 bis 2009 war er Ständiger Vertreter an der Botschaft in der Demokratischen Republik Kongo. Zwischen 2009 und 2012 fungierte er als Forschungskoordinator im Planungsstab des Auswärtigen Amtes in Berlin.
Im Juli 2012 wurde Kulitz Botschafter in der Republik Tschad. Im November 2012 besuchte er in dieser Funktion mehrere von der Bundesrepublik Deutschland finanzierte Hilfsprojekte der Internationalen Organisation für Migration (IOM) im Nord-Tschad. Nach Beendigung seiner Tätigkeit im Tschad (September 2015) wechselte Kulitz in den Europäischen Auswärtigen Dienst und übernahm die Leitung der Delegation der Europäischen Union in Libreville in Gabun (2015–2019) mit Zuständigkeit für Gabon, Äquatorialguinea, São Tomé e Príncipe und die zentralafrikanische Regionalorganisation ECCAS (frz. CEEAC). Nach seiner Rückkehr in den Auswärtigen Dienst der Bundesrepublik Deutschland im September 2019 war er bis Oktober 2021 Ständiger Vertreter an der deutschen Botschaft in Abuja / Nigeria mit Neben-Zuständigkeit für die westafrikanische Regionalorganisation ECOWAS (frz. CEDEAO). 
In der Folge der Machtübernahme in Afghanistan durch die Taliban wurde Kulitz ab November 2021 im Ausreiseprogramm der Bundesregierung zugunsten bedrohter Afghanen eingesetzt, bevor er im Oktober 2022 als Geschäftsträger die Leitung der Botschaft Kabul mit Sitz in Doha / Qatar übernahm. Seit August 2023 ist Kulitz deutscher Botschafter in der Mongolei.

## Veröffentlichungen
- Das OSZE-Dokument über Lagerbestände konventioneller Munition (PDF; 155 kB). In: CORE Hamburg, Jahrbuch 2006, S. 329–342